# Neptis aurivillii
Neptis aurivillii är en fjärilsart som beskrevs av Schultze 1913. Neptis aurivillii ingår i släktet Neptis och familjen praktfjärilar. Inga underarter finns listade i Catalogue of Life.